# 福布什鎮區 (北卡羅萊納州亞德金縣)
福布什鎮區（英語：Forbush Township）是位於美國北卡羅萊納州亞德金縣的一個鎮區。

## 地方資料
福布什鎮區的面積為110.30平方千米，當中陸地面積為109.55平方千米，而水域面積為0.75平方千米。根據2020年美國人口普查的數據，當地共有人口4961人，而人口密度為每平方千米44.98人。